# 25256 Imbrie-Moore
25256 Imbrie-Moore (tên chỉ định: 1998 UG34) là một tiểu hành tinh vành đai chính. Nó được phát hiện bởi dự án Nghiên cứu tiểu hành tinh gần Trái Đất Lincoln ở Socorro, New Mexico, ngày 28 tháng 10 năm 1998. Nó được đặt theo tên Annabel Imbrie-Moore, an American student và finalist in the 2008 Society for Science & the Public middle school science competition.